# Prófugas del destino
Prófugas del destino es una telenovela mexicana producida por TV Azteca en colaboración con TeleArte, basada en la argentina Con pecado concebidas, basada en una historia de León Bernard y Víctor Agu. Fue una producción general de Rafael Urióstegui. 
Protagonizada por Gabriela Vergara, José Ángel Llamas, Andrea Martí, Armando Torrea, Mayra Rojas y Erick Chapa y con las participaciones antagónicas de Fernando Ciangherotti, Vanessa Ciangherotti, Wendy de los Cobos y Rodolfo Arias

## Sinopsis
Dolores "Lola" Rodríguez, Mariana Acuña y Beatriz "Betty" Torres son tres mujeres encarceladas por diversos motivos. Las tres logran escapar durante un motín, y en su huida coinciden con unas monjas que han tenido un accidente de tráfico, lo que les da la oportunidad de sobrevivir al hacerse pasar por ellas. Así, Lola pasa a ser Sor Juana; Mariana, Sor Inés, y Betty, Sor María.
Esta decisión les lleva a iniciar una nueva vida en el lejano poblado de San Carlos, una aventura que trae a la superficie el romance, sus ocultos anhelos y un incansable deseo de hacer justicia. 
El destino las reúne en un mundo lleno de intrigas y secretos que despiertan el amor, la bondad y la justicia que darán sentido a sus vidas.

## Elenco
- Gabriela Vergara - Dolores "Lola" Rodríguez / Sor Juana
- José Ángel Llamas - José Luis Bermúdez / Sebastián Aguirre
- Andrea Martí - Beatriz "Betty" Torres / Sor María
- Mayra Rojas - Mariana Acuña / Sor Inés
- Fernando Ciangherotti - Mario Fernández
- Vanessa Ciangherotti - Cristina "Tina" Varela / Valentina Manzur
- Verónica Langer - Rebeca Fernández de Acuña
- Wendy de los Cobos - Susana Del Monte
- Rodolfo Arias - Eduardo Mendoza
- Erick Chapa - Pablo García
- Armando Torrea - Raúl Caballero
- Carlos Torres Torrija - Leopoldo Estrada
- Guillermo Quintanilla - José María Mendoza
- Roxana Chávez - Sandra Mendoza
- Martín Navarrete - Marcelo Villar
- Fidel Garriga - Padre Jacinto
- Lisette Cuevas - Matilde
- Marcela Guirado - Lucero Acuña/Lucero Mendoza Rodríguez
- Roberto Montiel - Arturo Reynoso
- Cecilia Romo - Madre Lourdes
- Lila Avilés - Carla Torres
- Pascasio López - Adrián Ríos
- Francisco Porras - Julián Arévalo
- Gerardo Lama - Ignacio Acuña
- Martin Garza - Martincito
- Alma Ireta De Alba - Claudia
- Ramiro Torres - Poncho

## Versiones
Prófugas del destino es un remake de la telenovela argentina de 1993, "Con pecado concebidas", realizada por TeleArte. Producida por Juan David Elicetche y protagonizada por Nora Cárpena, María Valenzuela, Moria Casán y Rudy Carrié.

### TV Adicto Golden Awards
| Año  | Categoría                                     | Nominados        | Resultado |
| ---- | --------------------------------------------- | ---------------- | --------- |
| 2010 | Premio especial a la superación en una actriz | Gabriela Vergara | Ganadora  |